# Carl Zapletal

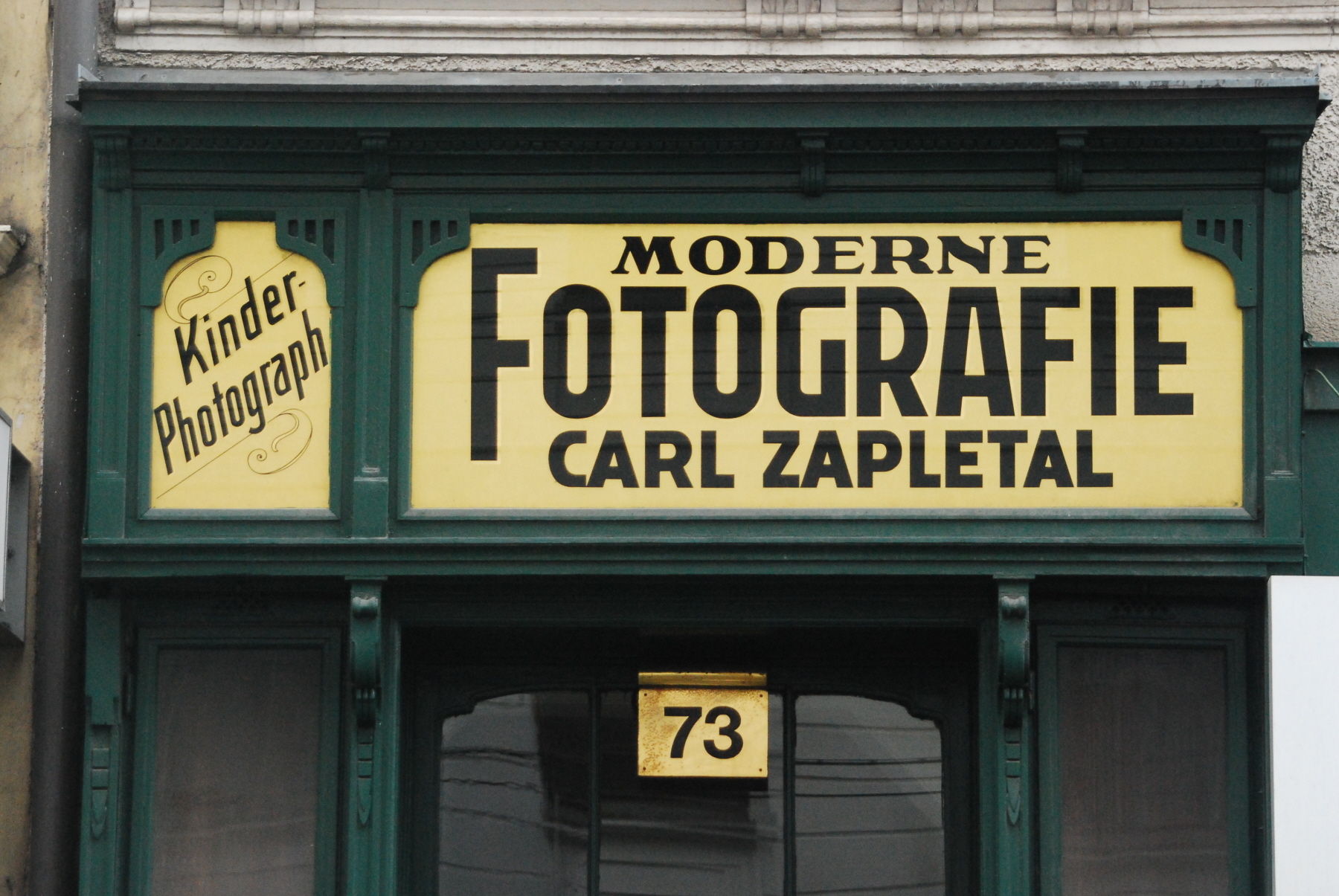
Das erhalten gebliebene Geschäftsportal in der Wiener Josefstädterstraße

Carl Zapletal (auch: Karl Zapletal; * 26. Juli 1876 in Schönberg in Mähren; † 19. Juni 1941 in Wien) war ein österreichischer Fotograf.

## Leben und Werk

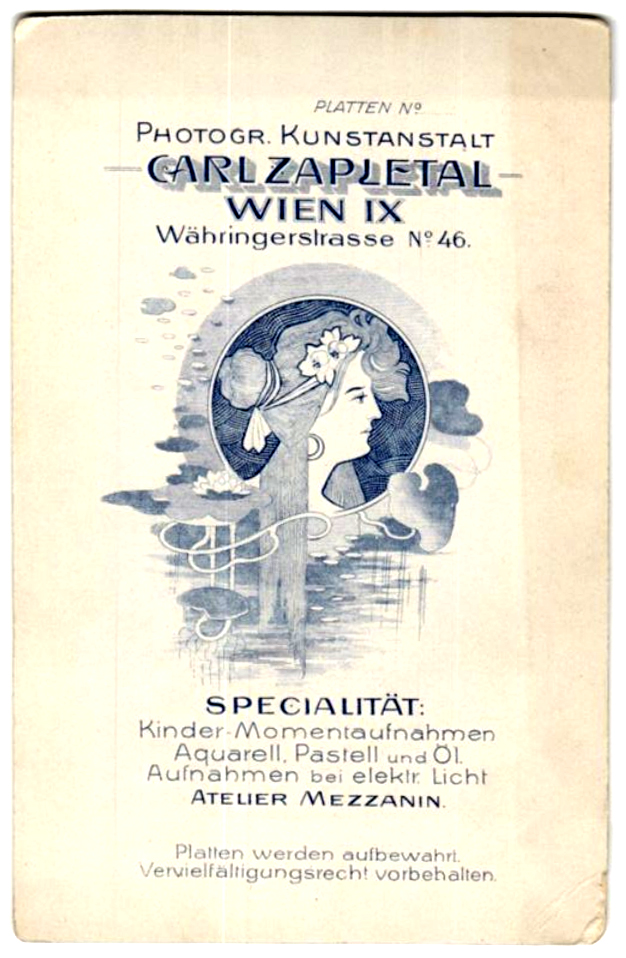
Revers einer Kabinettfotografie im Jugendstil mit Atelier-Adresse „Währingerstrasse No. 46“

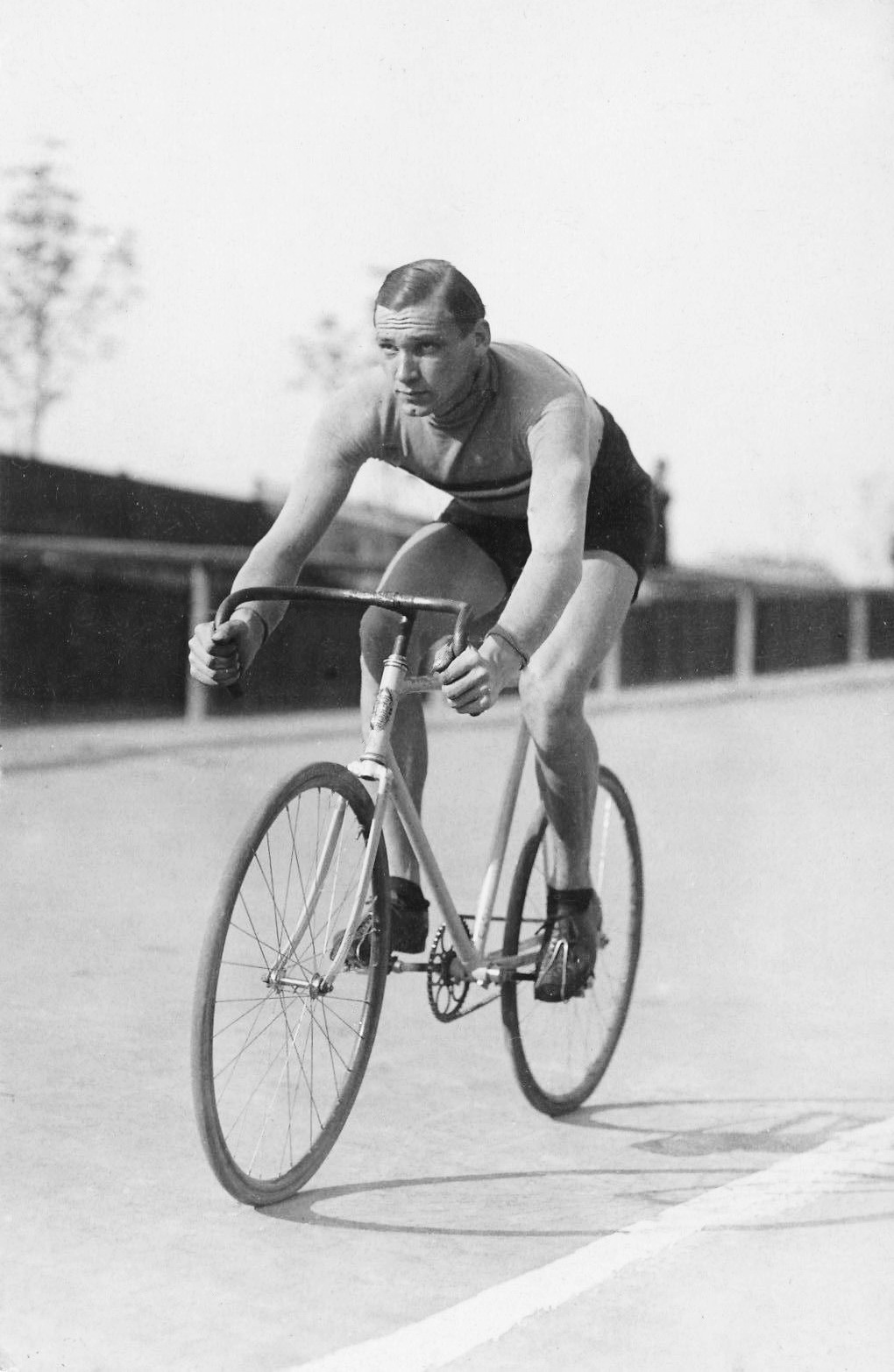
Um 1923: Momentaufnahme (Sportfotografie) des österreichischen Berufsfahrers Franz Wilschke;
Ansichtskarte; mit Stempel „Favoritenstrasse 21“

Carl Zapletal betrieb spätestens ab 1906 ein Atelier in Wien, das Studio Moderne Fotografie in der Josefstädter Straße 73. Er spezialisierte sich auf Sport- und Industriefotografie und fertigte zahlreiche Momentaufnahmen von Kindern. 1911 schuf der Pressefotograf zudem frühe Luftbildfotografien und fotografierte „vermutlich als erster österreichischer Berufsfotograf vom Flugzeug aus.“ Er galt als einer der ersten Sportfotografen Österreichs, erst in den 1920er-Jahren erwuchs ihm in diesem Bereich nennenswerte Konkurrenz in Lothar Rübelt. 1934 legte Zapletals Sohn Josef im väterlichen Betrieb die Meisterprüfung ab und führten diesen bis 1974 weiter.
Carl Zapletal verstarb 1941. Er wurde auf dem Wiener Zentralfriedhof bestattet.